# Joseph Sabine

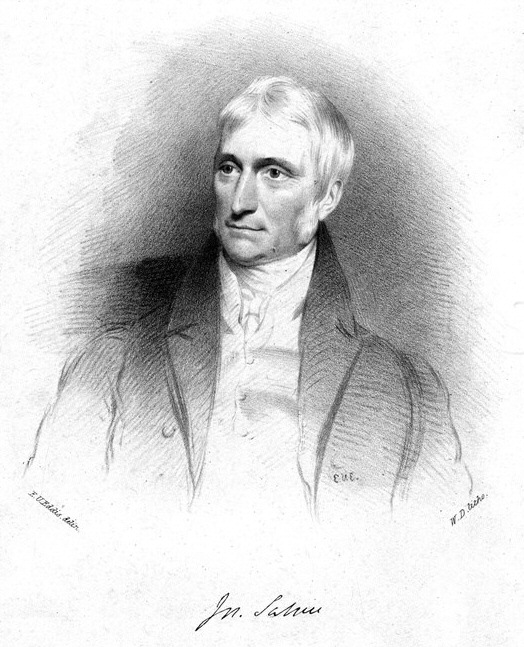
Joseph Sabine

Joseph Sabine (Tewein, 1770 — 24 de janeiro de 1837) foi um advogado e naturalista inglês. Irmão de sir Edward Sabine.
Foi eleito Membro da Royal Society em 1799.